# Barracouta Rock
Der Barracouta Rock ist ein vom Meer überspülter Rifffelsen vor dem westlichen Ende Südgeorgiens. Er liegt 650 m südlich der Einfahrt zur Jordan Cove an der Küste von Bird Island.
Erstmals kartiert wurde der Felsen 1961 von der Besatzung der HMS Owen. Das UK Antarctic Place-Names Committee benannte ihn 1964 nach einem der zur Landvermessung eingesetzten motorisierten Beiboote der HMS Owen, das seinerseits nach der englischen Bezeichnung barracouta für den Snoek (Thyrsites atun, auch bekannt als Heringsmakrele) benannt war.